# 非洲海鯰
非洲海鯰為輻鰭魚綱鯰形目海鯰科的其中一種，分布於非洲坦尚尼亞潘加尼河及馬達加斯加淡水及半鹹水水域，體長可達45公分，棲息在溪流、河口區，為底棲性魚類，屬肉食性，以小魚及無脊椎動物為食，可做為食用魚。

## 擴展閱讀
維基物種上的相關：非洲海鯰